# Fürstenfeldbruck
Fürstenfeldbruck (bavarski: Bruck) grad je u njemačkoj saveznoj pokrajini Bavarskoj, koji se nalazi 25 km sjevernozapadno od Münchena.
Grad leži na rijeci Amper i nalazi se između Münchena i Augsburga. Od 1989. godine zbratimljen je sa Zadrom.

## Gradovi prijatelji
- Livry-Gargan (Francuska) od 1967.
- Cerveteri (Italija) od 1973.
- Wichita Falls (SAD) od 1985.
- Zadar (Hrvatska) od 1989.
- Almuñécar (Španjolska) od 2005.

## Vanjske poveznice
- Službena stranica

### Ostali projekti
|  | Zajednički poslužitelj ima još gradiva o temi Fürstenfeldbruck |